# Kleingladbach
Kleingladbach ist ein Stadtteil von Hückelhoven (Kreis Heinsberg in Nordrhein-Westfalen).

## Geographie
Nachbarorte sind Altmyhl, Gerderath, Golkrath, Ratheim, Houverath, Schaufenberg und Hückelhoven.

## Geschichte
Der Name Kleingladbach stammt von einem Wasserlauf, dem Gladbach. Das älteste Bauwerk ist die Pfarrkirche zum heiligen Stephanus (15./16. Jahrhundert).
Kleingladbach gehörte einst zum Amt Wassenberg im Herzogtum Jülich und hatte eine eigene Gerichtsbarkeit. Zum Gericht Kleingladbach gehörten Eschenbroich, Brück, Golkrath, Horst, Houverath und Matzerath.
Von 1798 gehörte Kleingladbach als Mairie dem Kanton Erkelenz an. Seit 1815 war der Ort eine selbstständige Bürgermeisterei im Landkreis Erkelenz. Der Verwaltungssitz lag von 1815 bis 1817 in Matzerath und von 1817 bis 1851 in Golkrath. Erst ab letzterem Datum gelangte er nach Kleingladbach.
1925 lebten in Kleingladbach 2112 Einwohner.
Am 1. Oktober 1935 wurde Kleingladbach der damaligen Gemeinde Hückelhoven angeschlossen.
Im Oktober 2014 hatte der Ort 2216 Einwohner.

## Infrastruktur
- Freiwillige Feuerwehr – Löschgruppe Kleingladbach von 1911
- Katholische Grundschule Kleingladbach
- Städtischer Kindergarten Kleingladbach
- Katholisches Jugendheim Kleingladbach
- Neue Dorfgemeinschaftshalle am Amselweg (Fertigstellung März 2011)
- Seit 2014 verfügt Kleingladbach zudem über ein Hochgeschwindigkeits-Glasfasernetz

## Sehenswürdigkeiten

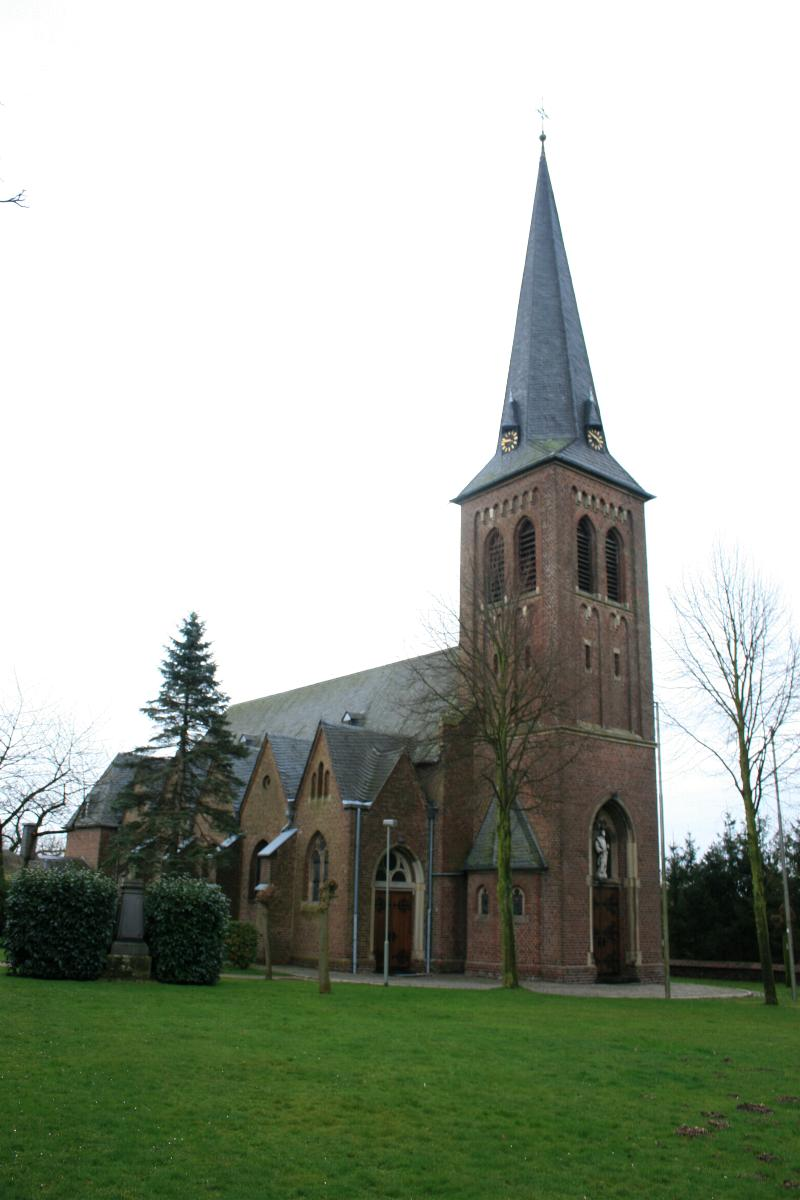
Kirche St. Stephanus

- Kirche St. Stephanus
- Marien-Kapelle

## Verkehr
Die AVV-Buslinien 406 und HÜ2 der WestVerkehr verbinden Kleingladbach wochentags mit Hückelhoven, Rurich, Erkelenz und Linnich.
Zudem verkehrt der Multi-Bus seit dem 9. Juni 2024 kreisweit erweitert und zu einheitlichen Bedienzeiten. Mehr Informationen gibt es bei WestVerkehr.
| Linie | Verlauf |
| ----- | --- |
| 406   | Erkelenz Bf – Matzerath – Houverath – Golkrath – Kleingladbach – (Ratheim – Millich –) Hückelhoven – Hilfarth – Brachelen – (Lindern Kirche → Lindern Bf → Linnich Markt) / (Linnich Schulzentrum –) Linnich-SIG Combibloc |
| HÜ2   | Rurich – Baal Süd – Baal Bf – Doveren – Hückelhoven – Kleingladbach oder (Ratheim –) Millich – Schaufenberg (– Kleingladbach)                                                                                              |

## Vereine
Eine kurzzeitige Bekanntheit erreichte der Ort durch den Fußballklub „Viktoria Kleingladbach“. Er nahm als kleinster Verein im Jahre 1978 an der ersten Hauptrunde im DFB-Pokal teil und verlor 0:4 gegen den ESV Ingolstadt-Ringsee. Kleingladbach wurde deshalb im Aktuellen Sportstudio des ZDF vorgestellt. Den Verein gibt es heute noch, er ist aber inzwischen in der Kreisliga B vertreten.
In Kleingladbach sind zudem folgende Vereine aktiv, Trommlerkorps Kleingladbach 1926, Männergesangverein „Eintracht“ Hückelhoven-Kleingladbach von 1888, St. Stephanus Bruderschaft Kleingladbach, Theaterverein „Frohsinn Brück“ e. V. Kleingladbach, Sunshinechor Kleingladbach.
Alle Ortsvereine und -gruppen haben sich am 18. August 2008 zur Förderung und Ausrichtung kultureller Veranstaltungen und zur Pflege des heimatlichen Brauchtums zu einer Interessengemeinschaft (IG) Kleingladbach zusammengeschlossen, die am 18. November 2009 in das Vereinsregister des Amtsgerichts Mönchengladbach eingetragen wurde.

## Persönlichkeiten
- Alfred Zech (1932–2011), Kindersoldat, lebte und starb in Kleingladbach.